# Ambigram
Et ambigram er et særlig udformet billede, der indeholder et eller flere ord – og tilmed fremviser de samme eller nye ord, når det læses i en ny retning, f.eks. roteret eller spejlvendt. F.eks Illuminati logoet i Dan Browns bog Engle og Dæmoner.